# Alan Dugan
Alan Dugan (* 12. Februar 1923 in New York City, New York; † 3. September 2003 in Hyannis, Massachusetts) war ein US-amerikanischer Lyriker und Hochschullehrer, der 1962 für seinen Gedichtband Poems sowohl den Pulitzer-Preis für Dichtung als auch den National Book Award für Lyrik erhielt. Für seine Gedichtsammlung Poems Seven: New and Complete Poetry wurde er 2001 zum zweiten Mal mit dem National Book Award für Lyrik ausgezeichnet.

## Leben
Dugan begann nach dem Schulbesuch ein grundständiges Studium am Queens College der City University of New York, das er jedoch unterbrach, um als Angehöriger der US Army am Zweiten Weltkrieg teilzunehmen. Nach Kriegsende setzte er sein Studium am Olivet College fort und schloss dieses schließlich 1949 am Mexico City College mit einem Bachelor of Arts (B.A.) ab. In den folgenden Jahren arbeitete er in verschiedenen Berufen in New York City, ehe er mit finanzieller Unterstützung durch ein Guggenheim-Stipendium Ende der 1950er Jahre seine schriftstellerische Tätigkeit begann.
Für seinen 1961 in der Reihe Yale Series of Younger Poets erschienenen ersten Gedichtband Poems erhielt Dugan 1962 sowohl den Pulitzer-Preis für Dichtung als auch den National Book Award für Lyrik. Er nahm 1967 eine Professur am Sarah Lawrence College an und lehrte dort bis 1971. Für seine letzte Gedichtsammlung Poems Seven: New and Complete Poetry wurde er 2001 zum zweiten Mal mit dem National Book Award für Lyrik ausgezeichnet.
Dugan, der mit der Malerin Judith Shahn verheiratet war, starb im September 2003 achtzigjährig an den Folgen einer Lungenentzündung.

## Veröffentlichungen
- Poems, 1961
- Poems 2, 1963
- Poems 3, 1967
- Collected Poems, 1969
- Poems 4, 1974
- Sequence, 1976
- Poems Five: New and Collected Poems 1961–1983, 1983
- Ten Years of Poems, 1987
- Poems Six, 1989
- Poems Seven: New and Complete Poetry, 2001